# Eupterote minor
Eupterote minor är en fjärilsart som beskrevs av Moore 1893. Eupterote minor ingår i släktet Eupterote och familjen Eupterotidae. Inga underarter finns listade i Catalogue of Life.